# Павук (рибальство)

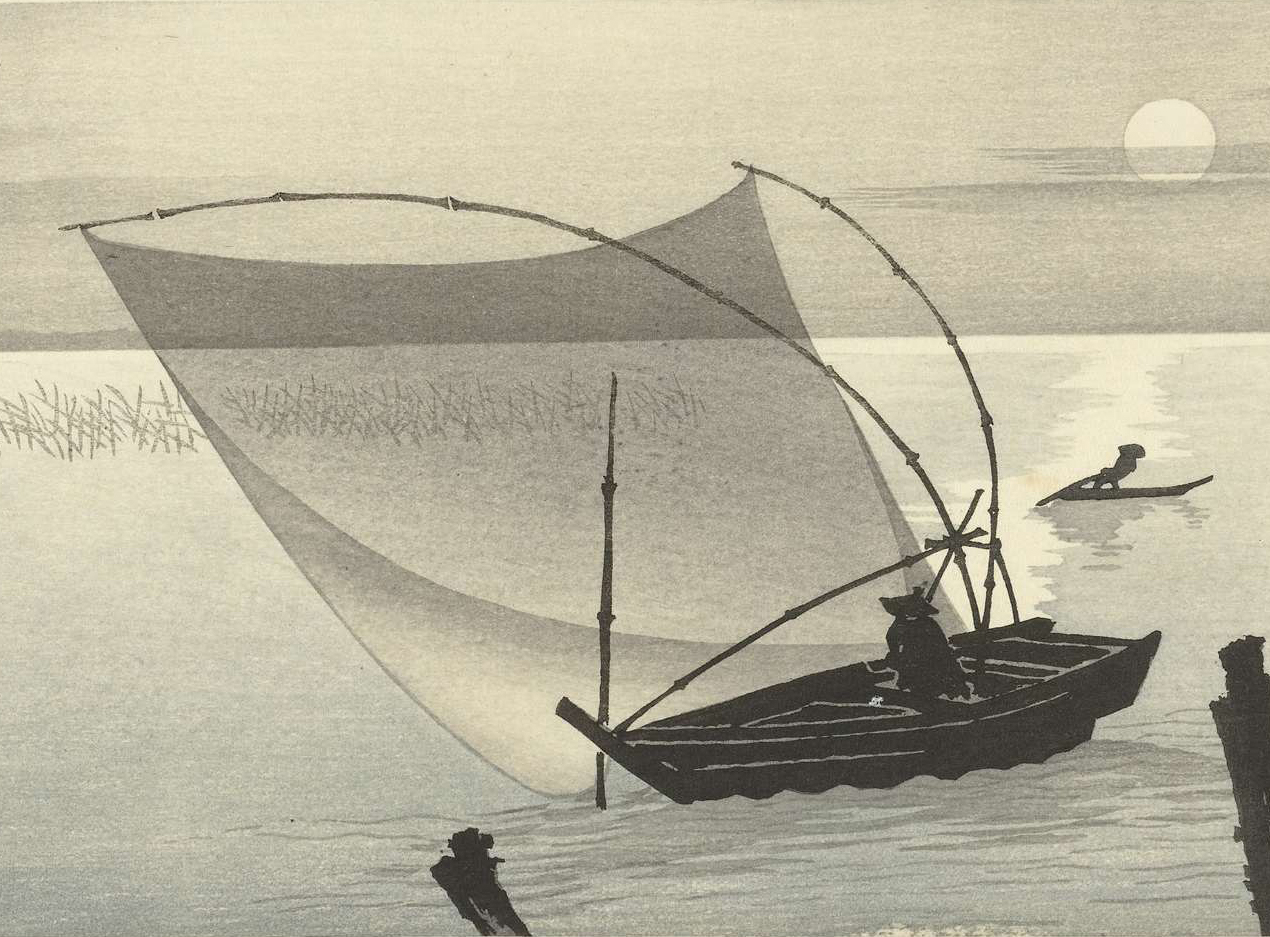
Павук

Павук (рибальство) — знаряддя для рибної ловлі (сітка).
Невелика рибальська сітка, яка опускається на дно водойми. Через деякий час швидко піднімається разом з рибою.
За звичай це квадратна сітка розтягнута на двох перехрещених жердинах, саме така конструкція дала назву цьому знаряддю.
Буває у вигляді обруча з сіткою. До обруча підв'язується мотузка.
Рибалка павуком відноситься до браконьєрства.